# Paul Felix Aschrott
Paul Felix Aschrott (* 13. Mai 1856 in Kassel; † 31. Oktober 1927 in Berlin) war ein deutscher Jurist, Strafrechts- und Sozialreformer. Er gehörte zu den einflussreichsten Fürsorgetheoretikern seiner Zeit.

## Leben
Der Sohn des wohlhabenden jüdischen Textilfabrikanten und Bankiers Sigmund Aschrott (1826–1915) begann nach dem in Kassel abgelegten Abitur 1874 ein Studium der Rechtswissenschaften in Leipzig. 1874 bis 1876 studierte er in Heidelberg und 1876 bis 1877 in Berlin. 1877 promovierte er in Leipzig. Anschließend absolvierte er sein Referendariat und ab 1883 auch seine Assessorenzeit an den Amtsgerichten Köpenick und Berlin.
Aschrott engagierte sich schon früh für die Sozial- und Strafrechtsreform. Er unternahm 1884/85 eine Reise nach England und berichtete unter anderem über Armengesetzgebung und Armenverwaltung, Arbeiterfragen, Juristenausbildung und Gefängniswesen in England. 1886 promovierte er in Leipzig auch zum Dr. phil. 1887 wurde er Amtsrichter in Landsberg an der Warthe. 1888 unternahm er eine weitere Studienreise, diesmal in die USA. Seine weitere Karriere als Richter führte ihn 1889 zunächst als Amtsrichter nach Berlin und 1891 als Hilfsrichter ans Landgericht Berlin; 1892 wurde er Landrichter und 1899 Landgerichtsrat in Berlin, 1903 Landgerichtsdirektor in Elberfeld. Während dieser Zeit publizierte er weiterhin über sozialpolitische und strafrechtliche Themen wie die Behandlung der Jugendkriminalität, die Fürsorgeerziehung Minderjähriger, das Volksbücherei- und das Wohnungswesen. Er wirkte außerdem an den Kommissionen zur Reform des Strafprozesses mit.
1905 wurde Aschrott, der über erhebliches Privatvermögen verfügte, auf eigenen Wunsch aus dem Staatsdienst entlassen. Er lebte fortan als Privatgelehrter und Grundstücksverwalter. Seinen Interessengebieten blieb er treu und gab etwa 1910 mit Franz von Liszt Die Reform des Reichsstrafgesetzbuches und 1926 mit Eduard Kohlrausch Die Reform des Strafrechts heraus.
Aschrott war Mitbegründer und Vorstandsmitglied der Internationalen Kriminalistischen Vereinigung, von 1886 bis 1911 Mitglied im Hauptausschuss des Deutschen Vereins für Armenpflege und Wohltätigkeit, Mitglied des Aufsichtsrates des Vereins für die Verbesserung kleiner Wohnungen, stellvertretender Vorsitzender im Frauenverein „Octavia Hill“ in Berlin. Er war Geheimer Justizrat, Träger des Preußischen Roten Adlerordens 4. Klasse und des Russischen St. Annen-Ordens 3. Klasse.

## Aschrott-Stiftungen
Paul Felix Aschrott setzte das Mäzenatentum seines Vaters fort. Er vermachte zwei Drittel seines Vermögens im Wert von knapp drei Millionen Reichsmark zwei Stiftungen, die der Stadt Kassel bzw. ihren Bürgerinnen und Bürgern zugutekommen sollten: die Stiftung „Dr. Aschrott Wohlfahrtshaus“ und die Stiftung „Marie von Boschan-Aschrott Altersheim“. Für den Bau beider Einrichtungen wurden zunächst Architekturwettbewerbe ausgelobt; zur Jury gehörte auch Karl Roth, der Architekt des Kasseler Rathauses und des Aschrottbrunnens. Das „Marie von Boschan-Aschrott Altersheim“ wurde dann von Mitte 1930 bis Anfang 1932 nach dem siegreichen Wettbewerbsentwurf des Architekten Otto Haesler aus Celle ausgeführt, die Bauleitung erledigte das städtische Hochbauamt. Das Gebäude – wegen der großen Fensterflächen der Wohntrakte im Volksmund auch als „Tanten-Aquarium“ verspottet – fand seinerzeit in Fachkreisen große Aufmerksamkeit und gehört heute zu den bedeutenden Baudenkmalen aus der Zeit des Neuen Bauens in Deutschland.

## Schriften
- Betrachtungen über die Bewegung der Kriminalität in Preussen während der Jahre 1872 bis 1881. s.n.], [S.l 1883.
- Das englische Armenwesen in seiner historischen Entwicklung und in seiner heutigen Gestalt. Duncker & Humblot, Leipzig 1886.
- Das Universitätsstudium und insbesondere die Ausbildung der Juristen in England. Nebst einem Anhange, Vorschläge zur Reform der juristischen Ausbildung in Deutschland. I.F. Richter, Hamburg 1887.
- Strafensystem und Gefängniswesen in England., Berlin ;, Leipzig 1887.
- Zur Reform des deutschen Strafen- und Gefängniswesens. Guttentag, Berlin 1887.
- The English Poor Law System, past and present … Translated by H. Preston-Thomas. With a preface by H. Sidgwick. London, pp. xviii. 332. Knight & Co 1888.
- Die amerikanischen Eisenbahnen und das neue Eisenbahngesetz in den Vereinigten Staaten von Nordamerika. Duncker & Humblot, Leipzig 1889.
- Die amerikanischen Trusts als Weiterbildung der Unternehmerverbände;. H. Laupp’sche Buchhandlung, Tübingen 1889.
- Ersatz kurzzeitiger freiheitsstrafen;. Eine kriminalpolitische studie., Hamburg 1889.
- Aus dem Strafen- und Gefängnisswesen Nordamerikas. Lüderitz [u. a.], Berlin 1889.
- Poverty and its relief in the United States of America. Guggenheimer, Weil & Co., Printers, Baltimore, Md. 1890.
- Die Behandlung der verwahrlosten und verbrecherischen Jugend und Vorschläge zur Reform v. P[aul] F[elix] Aschrott, Amtsrichter in Berlin. O. Liebmann, Berlin 1892.
- Die Reform des Strafverfahrens und der zur Zeit vorliegende Gesetzesentwurf. Liebmann, Berlin 1895.
- Commission zur Prüfung der Frage, in welcher Weise die Bestimmungen, Kraft deren der Empfang öffentlicher Armenunterstützung den Verlust des Wahlrechts nach sich zieht, gehandhabt werden., O.O. 1896.
- Politische Korrespondenz;. Bedingte Verurtheilung und bedingte Begnadigung., Berlin 1896.
- Strafen- und Gefängniswesen in England während des letzten Jahrzehnts. Guttentag, Berlin 1896.
- Volksbibliothek und Volkslesehalle eine kommunale Veranstaltung!. Liebmann, Berlin 1896.
- & Willi Cuno et al.: Fürsorge für arme Schulkinder durch Speisung. Duncker & Humblot, Leipzig 1896.
- Die Fürsorge für Strafentlassene in England …. Max Hahn & comp., Mannheim 1898.
- Die Zwangserziehung Minderjähriger und der zur Zeit hierüber vorliegende Preussische Gesetzentwurf. J. Guttentag, Berlin 1900.
- Gesetz über die Fürsorgeerziehung Minderjähriger vom 2. Juli 1900 nebst d. Ausführungsbestimmungen. J. Guttentag, Berlin 1901.
- (Hrsg.): Reform des Strafprozesses. Kritische Besprechungen der von der Kommission für die Reform des Strafprozesses gemachten Vorschläge. Guttentag, Berlin 1906.
- Der Entwurf einer Strafprozessordnung und Novelle zum Gerichtsverfassungsgesetze. Guttentag, Berlin 1908.
- Strafen. Sichernde Massnahmen. Schadensersatz. J. Guttentag, Berlin 1910.
- & Franz von Liszt: Die Reform des Reichsstrafgesetzbuch. Kritische Besprechung des Vorentwurfs zu einem Strafgesetzbuch für das Deutsche Reich unter vergleichender Berücksichtigung des österreichischen und schweizerischen Vorentwurfs. Unter Mitwirkung von Professor Dr. L. v. Bar …. J. Guttentag, Berlin 1910.
- Die Schutzaufsicht in einem neuen deutschen Strafrechte. Guttentag, Berlin 1912.
- 25 Jahre gemeinnütziger Tätigkeit für Kleinwohnungen. Zum 25 jährigen Bestehen des Vereins zur Verbesserung der kleinen Wohnungen in Berlin., Berlin 1913.
- Reform des Strafrechts. Kritische Besprechung des amtlichen Entwurfs eines allgemeinen deutschen Strafgesetzbuchs. De Gruyter, Berlin [u. a.] 1926.